# Omelette di ostriche
L'omelette di ostriche (蚵仔煎T, pe̍h-ōe-jī: ô-á-chian, o 蚵煎T, pe̍h-ōe-jī: ô-chian, o 蠔烙T, 蚝烙蚝烙S, orh luakP, in peng'im: o5 luah4) è un'omelette il cui ingrediente principale sono le ostriche giapponesi sgusciate. Il piatto ha avuto origine in Cina tra i teochew del Chaoshan e gli hokkien del Fujian, i cui emigrati lo hanno diffuso soprattutto a Taiwan, nelle Filippine, in Thailandia, Malaysia, Singapore e Corea. Varianti dell'omelette si trovano anche in altre zone della Cina meridionale. Immersa in grandi quantità di olio, l'omelette si presenta particolarmente croccante.
Compare nei menù di molti ristoranti cinesi in tutto il mondo ma nei Paesi in cui è maggiormente diffusa è anche un cibo di strada che viene preparato e venduto durante la giornata e nei mercati notturni in bancarelle attrezzate. Esistono svariate ricette per prepararla che differiscono per scelta e quantità degli ingredienti utilizzati, per la successione con cui vengono aggiunti e per il modo di friggere.

## Ingredienti
Gli ingredienti principali sono ostriche sgusciate, uno o un uovo e mezzo a testa, sale, amido di patata dolce, per friggere si usa olio vegetale o lardo di maiale e si aggiungono quindi vegetali ed eventuali altri ingredienti che cambiano a seconda della ricetta. In Thailandia vengono spesso utilizzate le cozze al posto delle ostriche.

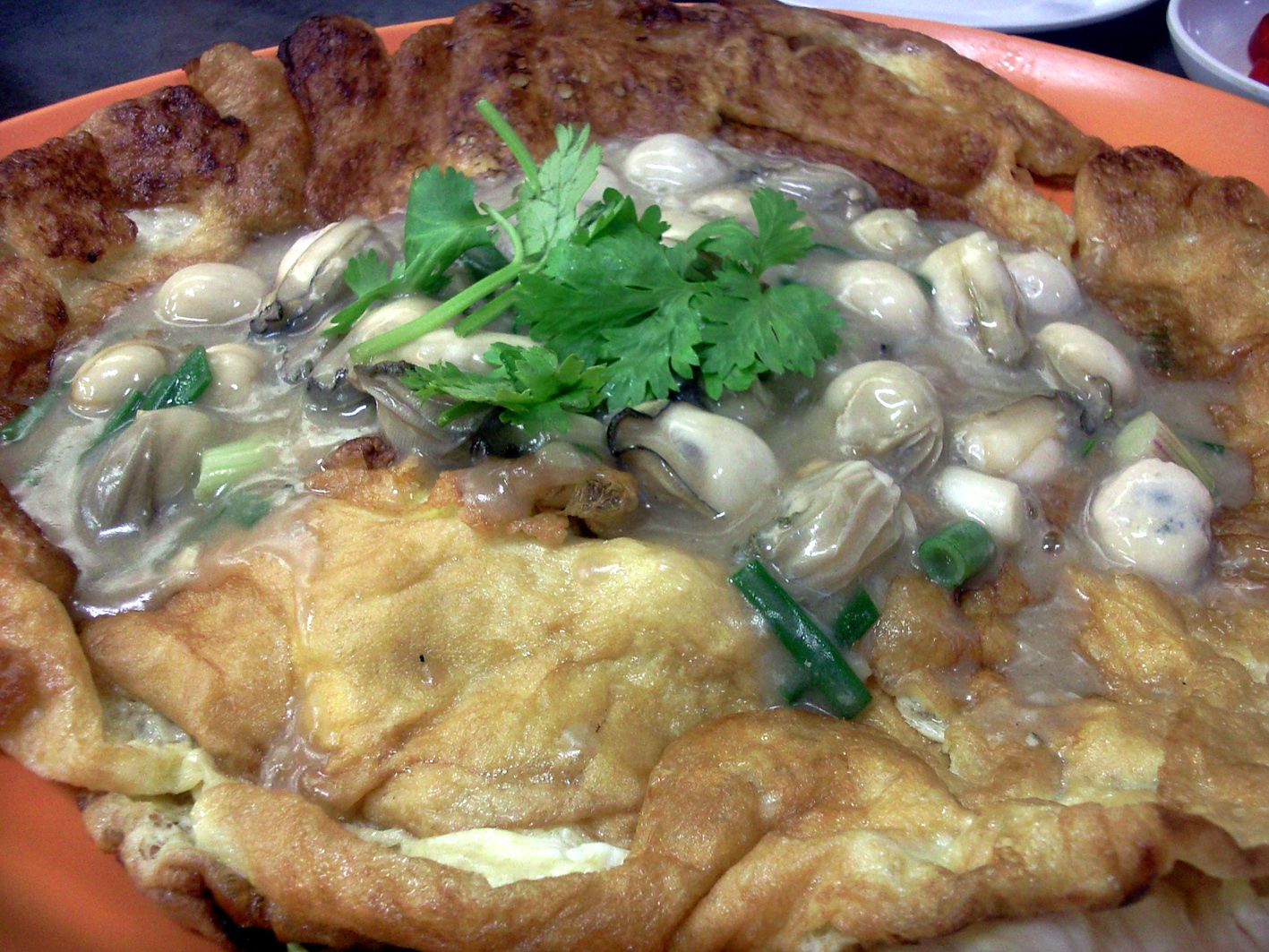
Omelette di ostriche in stile teochew.

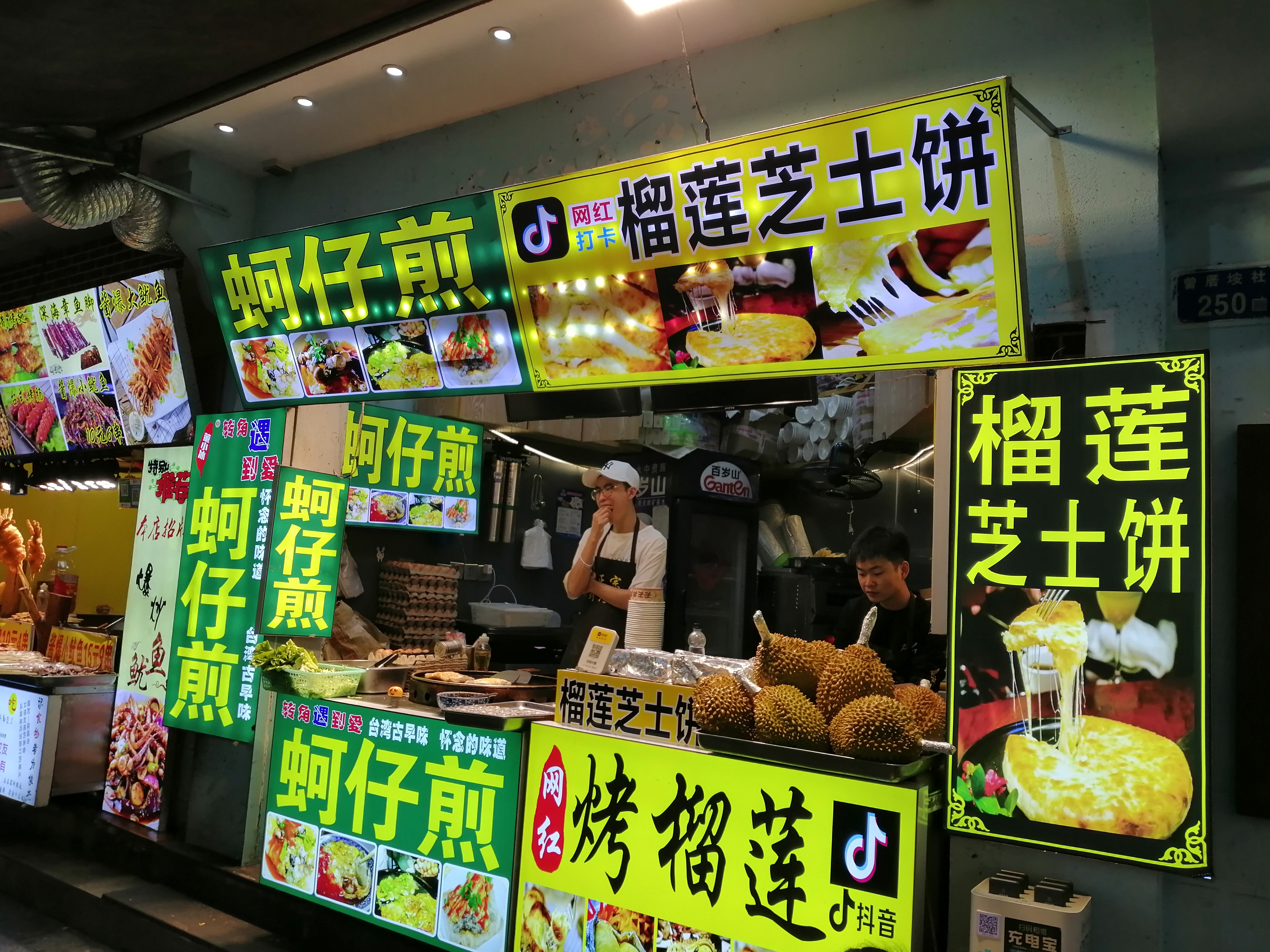
Bancarella in Fujian specializzata in omelette di ostriche e cheesecake di durian.

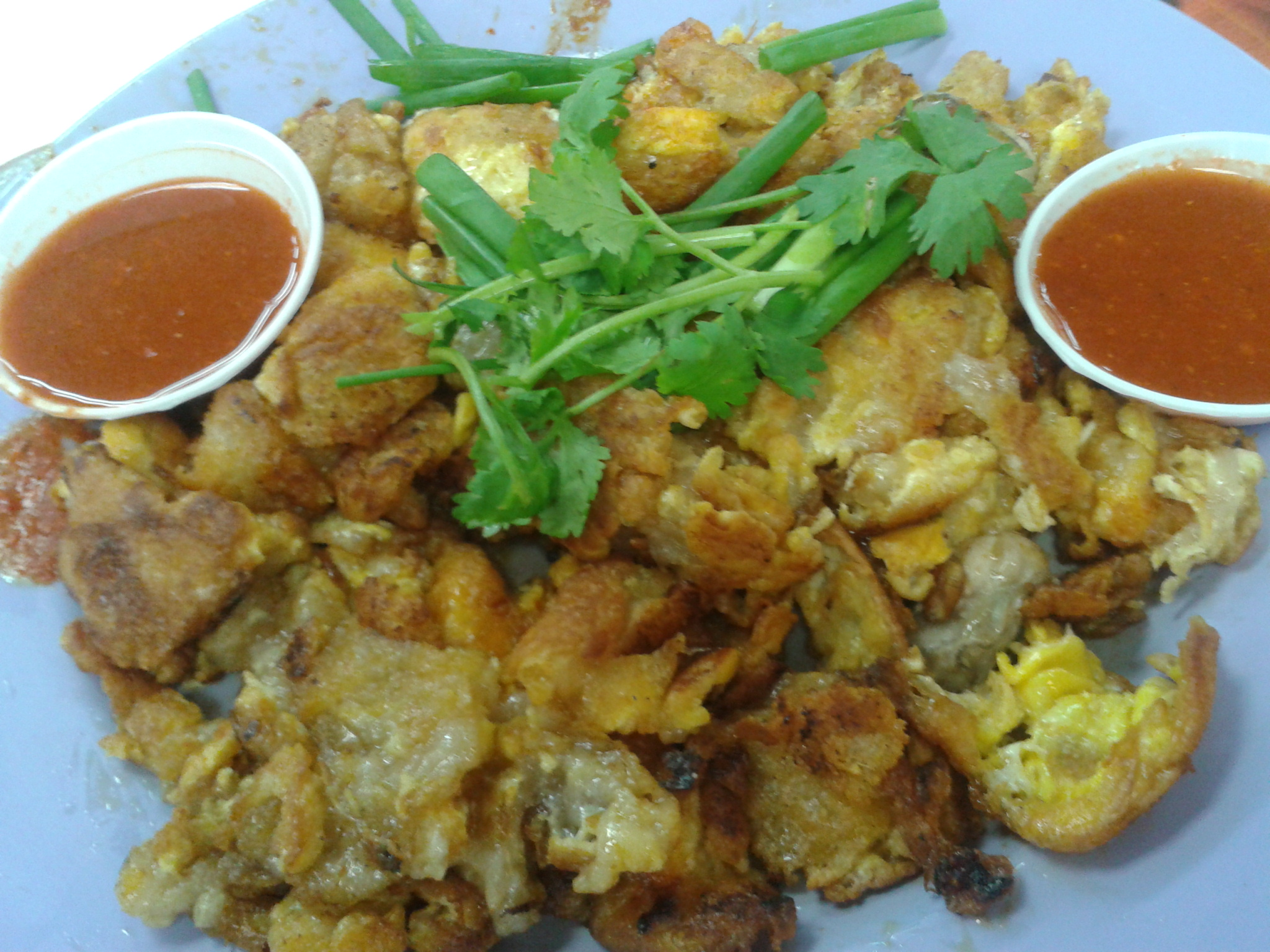
Omelette di ostriche a Singapore.

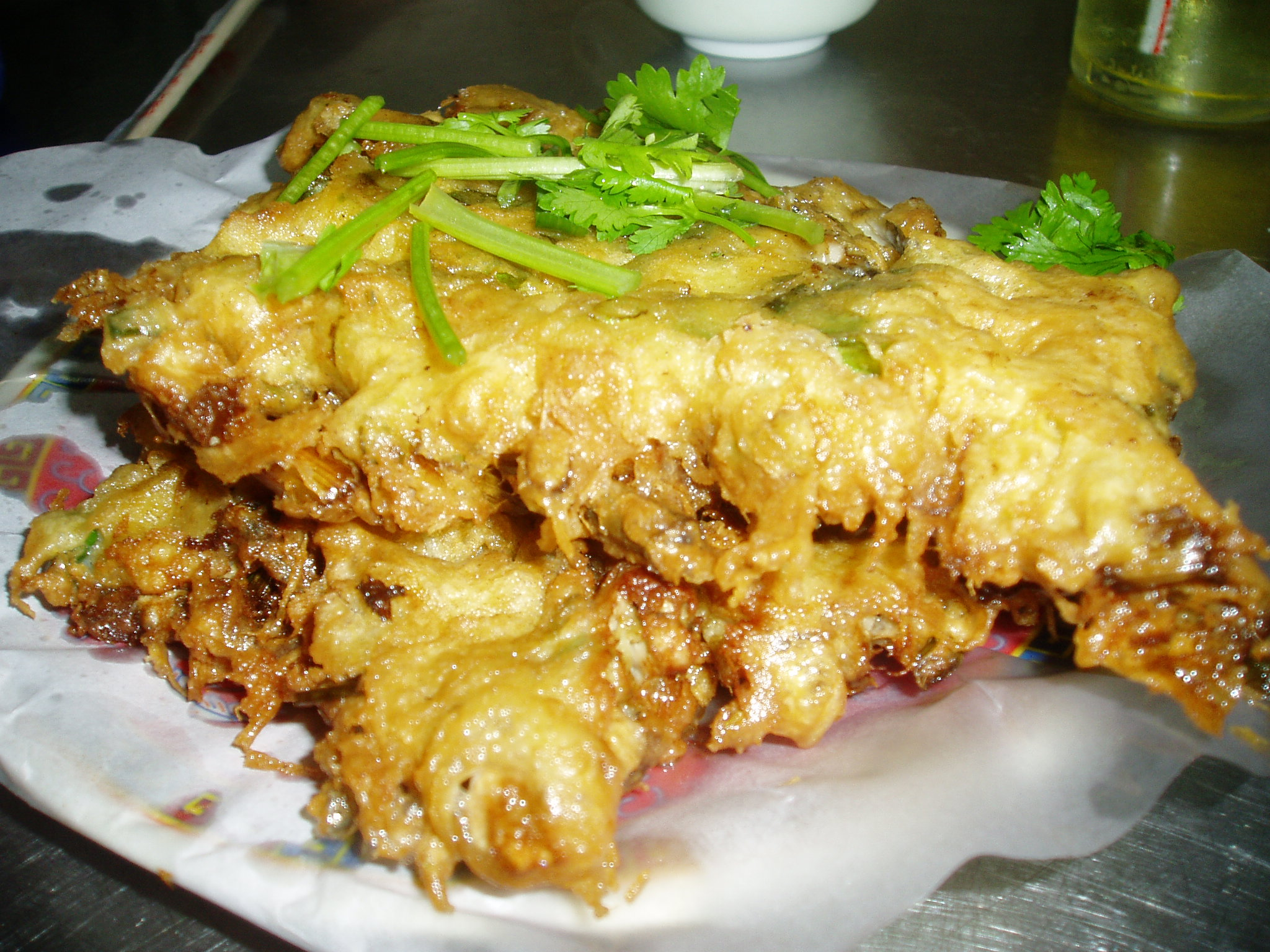
Omelette di ostriche a Hong Kong.

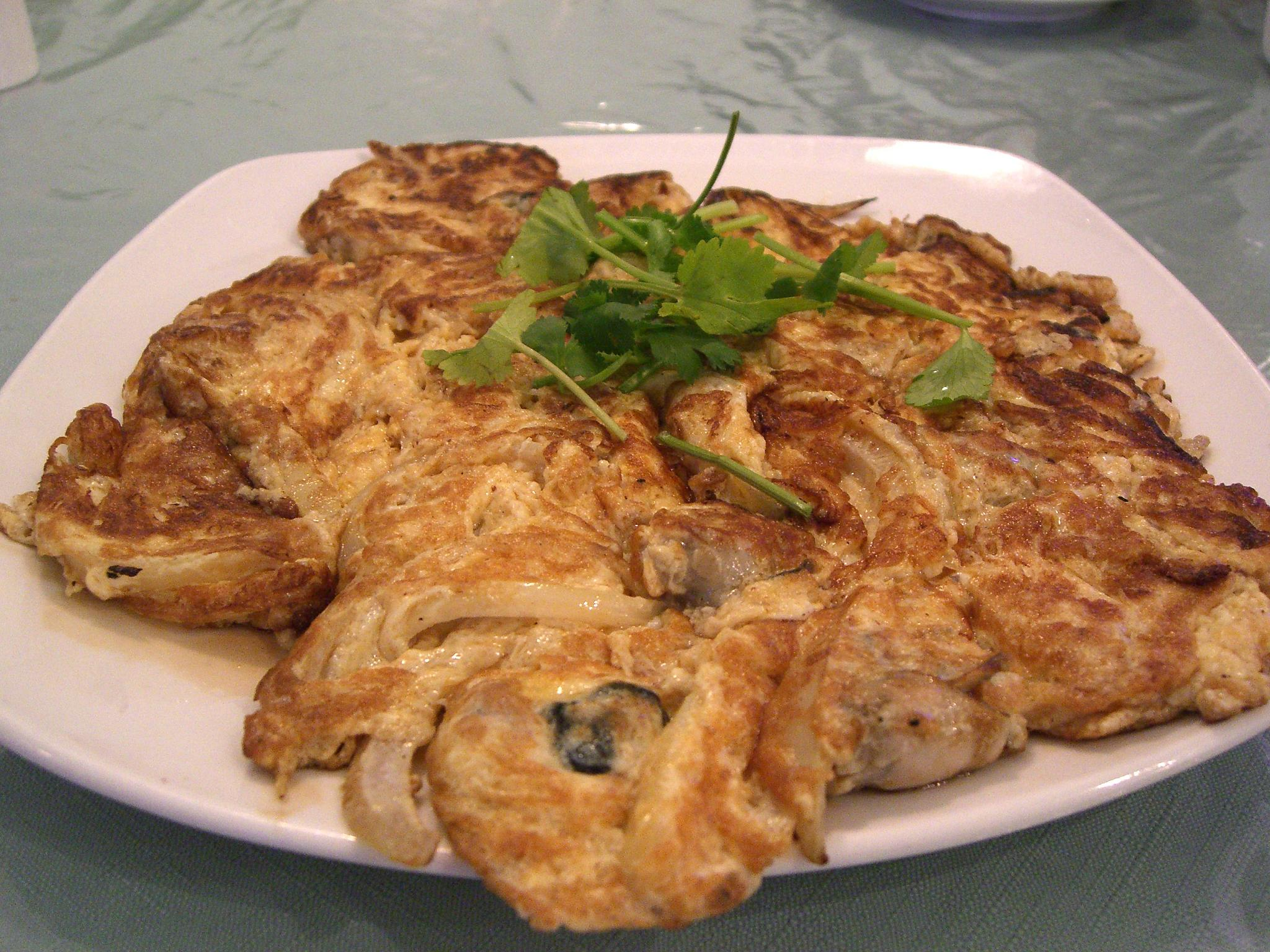
Omelette di ostriche in un ristorante cinese a Melbourne.

## Diffusione e varianti
Le seguenti ricette sono puramente indicative, perché ogni cuoco di questa omelette ha una propria ricetta e usa ingredienti che possono essere diversi da quelli usati da altri cuochi.

### Cina
Secondo una ricetta della cucina teochew del Chaoshan, dove l'omelette è chiamata or Luak, per friggere si usa preferibilmente il lardo per dare maggiore gusto, mentre come verdure si usano le cipollette verdi tagliate fini. Al posto dell'amido di patata si usa farina di riso e di patata mischiate assieme ad acqua e sale. Si fa friggere inizialmente le cipollette e le ostriche nel lardo, o nell'olio, poco dopo si aggiunge il mix di farine e acqua e si mischia per 2 o 3 minuti con fuoco alto. Si aggiungono quindi le uova e si strapazzano insieme al resto del composto. L'omelette si frigge su entrambi i lati fino a quando è tutta croccante. Si serve con del coriandolo fresco cosparso sopra e la salsa di accompagnamento viene fatta con salsa di pesce, acqua e pepe bianco macinato.
Un'altra ricetta teochew prevede l'uso dell'amido di patata mischiato a farina di riso e acqua, e in seguito mischiato con le ostriche a crudo. Si utilizza il lardo, che viene messo a friggere con il mix di ostriche, farina e amido. Vengono quindi aggiunte le uova e si sbatte tutto assieme.  Per ultime vengono messe le cipollette verdi e si completa la frittura a fuoco alto fino a quando l'omelette è croccante su entrambi i lati. Si cucinano non più di due porzioni alla volta, per altre porzioni si ripete l'operazione una seconda volta. Si guarnisce con coriandolo e si serve con salsa identica alla ricetta precedente.
Un'altra ricetta utilizzata sia dai teochew che dagli hokkien prevede di sbollentare le ostriche per alcuni secondi prima di procedere alla preparazione. Si sbattono prima le uova e poi si aggiunge un misto di farina di patata e acqua, sale e pepe. Si mette olio vegetale a friggere con fiamma alta, si aggiunge quindi il composto sbattuto in precedenza e si mischia bene. Quando si aggiungono le ostriche si abbassa la fiamma a metà. Quando il lato sotto è croccante, aggiungere le cipollette verdi e girare l'omelette per far cuocere anche il lato sopra fino a quando anch'esso diventa croccante.

### Malaysia e Indonesia
Ricette simili a quelle in uso a Singapore vengono utilizzate in Malaysia e Indonesia, dove sono presenti folte comunità di teochew e hokkien, l'omelette di ostriche è quindi un piatto diffuso e prende il nome Dadar Tiram,

### Singapore
Secondo una ricetta di Singapore, si battono prima le uova con della salsa di pesce. Si mischiano quindi amido di patata dolce con amido di riso e il succo delle ostriche fatto scolare in precedenza, con eventuale acqua nel caso fosse poco. Si mette a scaldare in padella dell'olio di oliva e quando frigge si versa da un'altezza di 20 centimetri il battuto d'uovo. Fare attenzione a non farlo attaccare alla padella e dopo due minuti aggiungere il misto di amidi. Quando il lato sotto è rosolato si volta l'omelette. Rimuovere dal fuoco quando anche il secondo lato è rosolato e asciugare l'omelette dall'olio eccessivo con della carta da cucina. In precedenza si era preparata una sambal con aglio, sale, peperoncino rosso fresco, aceto, succo di limetta, zucchero e olio vegetale. Mettere quindi le ostriche a cuocere a fuoco medio in padella dalla quale è stato scolato l'olio, dopo circa due minuti aggiungere uno o due cucchiai di sambal, mischiare e spegnere il fuoco. Mischiare un cucchiaio di sambal e olio con crescione o rucola, e spargere sopra all'omelette assieme alle ostriche.

### Taiwan
Secondo un'indagine pubblicata nel giugno 2007 sul sito internet del quotidiano Taipei Times, l'omelette di ostriche è la pietanza preferita dai taiwanesi. Si usa indifferentemente olio o lardo, e come verdura si aggiungono lattuga tagliata fine e germogli di soia o di vigna radiata. Uova e amido di patata vengono sbattuti assieme e messi a friggere in padella. Quando il composto si è addensato si aggiungono le ostriche e la lattuga, mentre i germogli vanno aggiunti verso la fine. La salsa di accompagnamento viene fatta con peperoncino e succo di limetta, o in alternativa si serve una salsa agrodolce.

### Thailandia
Anche in Thailandia il piatto è molto popolare come cibo di strada, si trova talvolta cucinato con le ostriche ma la maggior parte delle volte si prepara con le cozze. Prende il nome hoi tod (หอยทอด), in cui hoi è il nome assegnato ai bivalvi e ai gasteropodi e thod vuol dire fritto. Una ricetta della Thailandia centrale prevede l'uso della farina di tapioca e dell'altra farina normale mischiate con acqua. Si cuociono a vapore le cozze per 3-5 minuti. Si frigge dell'olio e lo si insaporisce facendo imbiondire dentro dell'aglio per poi rimuoverlo. Le porzioni si cucinano una alla volta, mettendo a friggere cozze e il mix di farine e acqua, quando il composto si solidifica si aggiunge l'uovo, salsa di pesce e un cucchiaino di zucchero. Si fa cuocere rimestando con una spatola, si aggiungono quindi germogli, cipollette e coriandolo continuando a rimestare e si lascia sul fuoco fino a quando non prende un colore scuro su entrambi i lati. Si serve con una salsa piccante dolce.